# Saint-Hilaire (Lot)
Pour les articles homonymes, voir Saint-Hilaire.
Saint-Hilaire est une commune française, située dans le nord-est du département du Lot, en région Occitanie.
Elle est également dans le Ségala lotois, une région naturelle constituant la frange occidentale de la Châtaigneraie, constituant le parent lotois du Ségala aveyronnais et tarnais.
Exposée à un climat de montagne, elle est drainée par le Veyre, le ruisseau de Veyrole et par divers autres petits cours d'eau. Incluse dans le bassin de la Dordogne, la commune possède un patrimoine naturel remarquable composé de six zones naturelles d'intérêt écologique, faunistique et floristique.
Saint-Hilaire est une commune rurale qui compte 62 habitants en 2022, après avoir connu un pic de population de 788 habitants en 1831.  Ses habitants sont appelés les Hilairois ou  Hilairoises.

## Géographie
Commune située dans le Ségala lotois (Massif central), sur le Veyre.

### Communes limitrophes
La commune est limitrophe du département du Cantal.
Les communes limitrophes sont  Bessonies, Labastide-du-Haut-Mont, Lauresses, Parlan, Quézac et Saint-Julien-de-Toursac.
| Labastide-du-Haut-Mont (sur 200 m) | Bessonies       | Parlan (Cantal)                  |
| Lauresses                          | Saint-Hilaire   | Saint-Julien-de-Toursac (Cantal) |
|                                    | Quézac (Cantal) |                                  |

### Climat
Pour des articles plus généraux, voir Climat de l'Occitanie et Climat du Lot.
En 2010, le climat de la commune est de type climat des marges montargnardes, selon une étude s'appuyant sur une série de données couvrant la période 1971-2000. En 2020, Météo-France publie une typologie des climats de la France métropolitaine dans laquelle la commune est exposée à un climat de montagne ou de marges de montagne et est dans la région climatique Ouest et nord-ouest du Massif Central, caractérisée par une pluviométrie annuelle de 900 à 1 500 mm, maximale en automne et en hiver.
Pour la période 1971-2000, la température annuelle moyenne est de 10,8 °C, avec une amplitude thermique annuelle de 15,3 °C. Le cumul annuel moyen de précipitations est de 1 200 mm, avec 12,5 jours de précipitations en janvier et 7,4 jours en juillet. Pour la période 1991-2020, la température moyenne annuelle observée sur la station météorologique la plus proche, située sur la commune de Latronquière à 7 km à vol d'oiseau, est de 11,0 °C et le cumul annuel moyen de précipitations est de 1 361,3 mm,. Pour l'avenir, les paramètres climatiques de la commune estimés pour 2050 selon différents scénarios d’émission de gaz à effet de serre sont consultables sur un site dédié publié par Météo-France en novembre 2022.

### Milieux naturels et biodiversité

#### Espaces protégés
La protection réglementaire est le mode d’intervention le plus fort pour préserver des espaces naturels remarquables et leur biodiversité associée,.
La commune fait partie de la zone de transition du bassin de la Dordogne, un territoire d'une superficie de 1 880 258 ha reconnu réserve de biosphère par l'UNESCO en juillet 2012,.

#### Zones naturelles d'intérêt écologique, faunistique et floristique
L’inventaire des zones naturelles d'intérêt écologique, faunistique et floristique (ZNIEFF) a pour objectif de réaliser une couverture des zones les plus intéressantes sur le plan écologique, essentiellement dans la perspective d’améliorer la connaissance du patrimoine naturel national et de fournir aux différents décideurs un outil d’aide à la prise en compte de l’environnement dans l’aménagement du territoire.
Cinq ZNIEFF de type 1 sont recensées sur la commune :
- le « plan d'eau la Majoufle » (7 ha), couvrant 3 communes dont deux dans le Cantal et une dans le Lot[13] ;
- les « prairies humides du ruisseau des Rousties » (15 ha), couvrant 3 communes du département[14] ;
- les « zones humides des ruisseaux de l´Ombre et de Veyrole » (74 ha), couvrant 3 communes du département[15] ;
- les « zones humides du ruisseau de Liffernet » (35 ha), couvrant 2 communes du département[16] ;
- les « zones humides du Veyre » (47 ha), couvrant 3 communes dont deux dans le Cantal et une dans le Lot[17] ;

et une ZNIEFF de type 2, : 
le « Ségala lotois : bassin versant du Célé » (12 535 ha), couvrant 28 communes dont six dans le Cantal et 22 dans le Lot.

Cartes des ZNIEFF de type 1 et 2 à Saint-Hilaire.
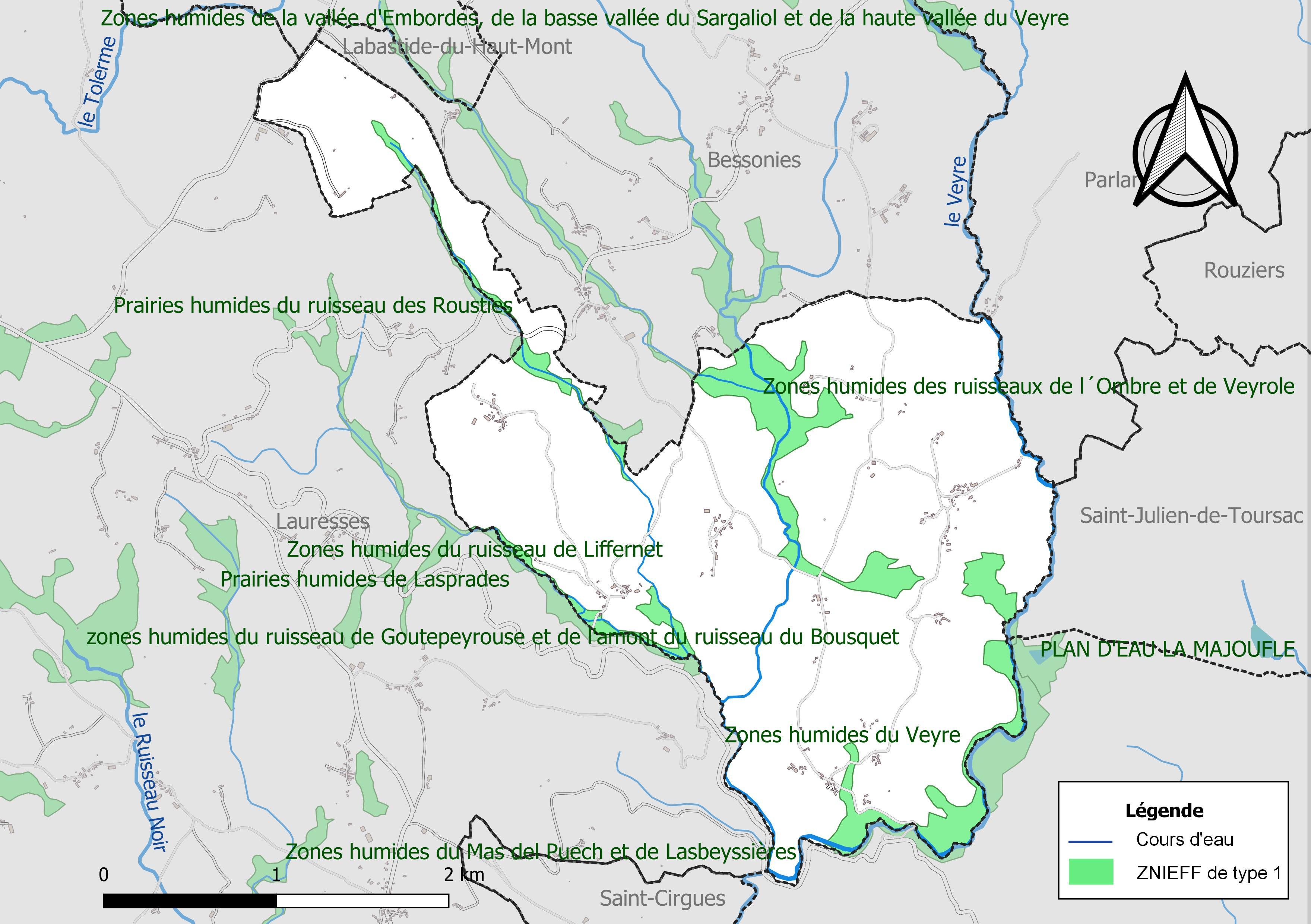
Carte des ZNIEFF de type 1 sur la commune.
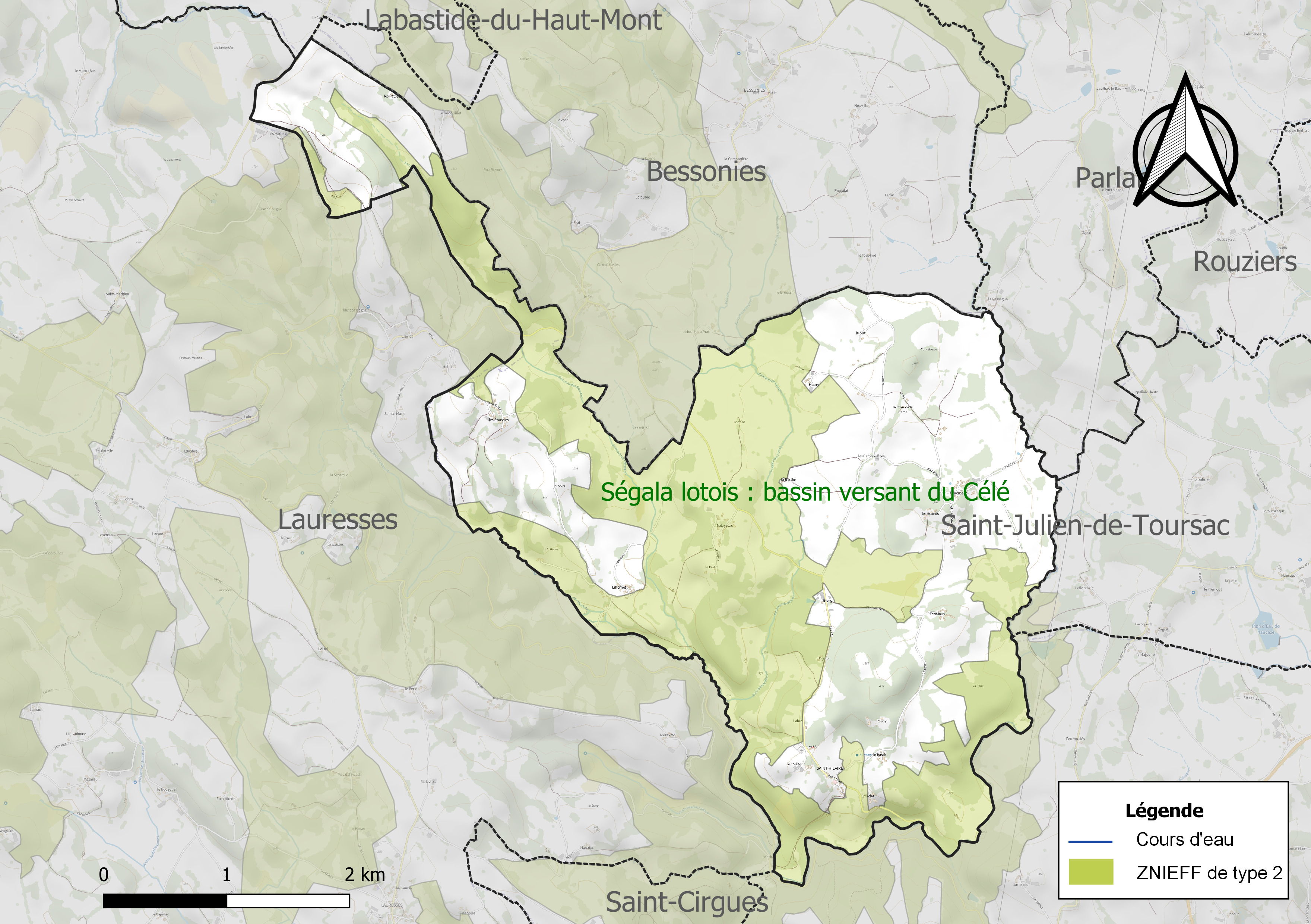
Carte de la ZNIEFF de type 2 sur la commune.

## Urbanisme

### Typologie
Au 1er janvier 2024, Saint-Hilaire est catégorisée commune rurale à habitat très dispersé, selon la nouvelle grille communale de densité à sept niveaux définie par l'Insee en 2022.
Elle est située hors unité urbaine et hors attraction des villes,.

### Occupation des sols
L'occupation des sols de la commune, telle qu'elle ressort de la base de données européenne d’occupation biophysique des sols Corine Land Cover (CLC), est marquée par l'importance des territoires agricoles (76,6 % en 2018), une proportion sensiblement équivalente à celle de 1990 (76,3 %). La répartition détaillée en 2018 est la suivante : 
zones agricoles hétérogènes (40,6 %), prairies (36,1 %), forêts (23,4 %). L'évolution de l’occupation des sols de la commune et de ses infrastructures peut être observée sur les différentes représentations cartographiques du territoire : la carte de Cassini (XVIIIe siècle), la carte d'état-major (1820-1866) et les cartes ou photos aériennes de l'IGN pour la période actuelle (1950 à aujourd'hui).

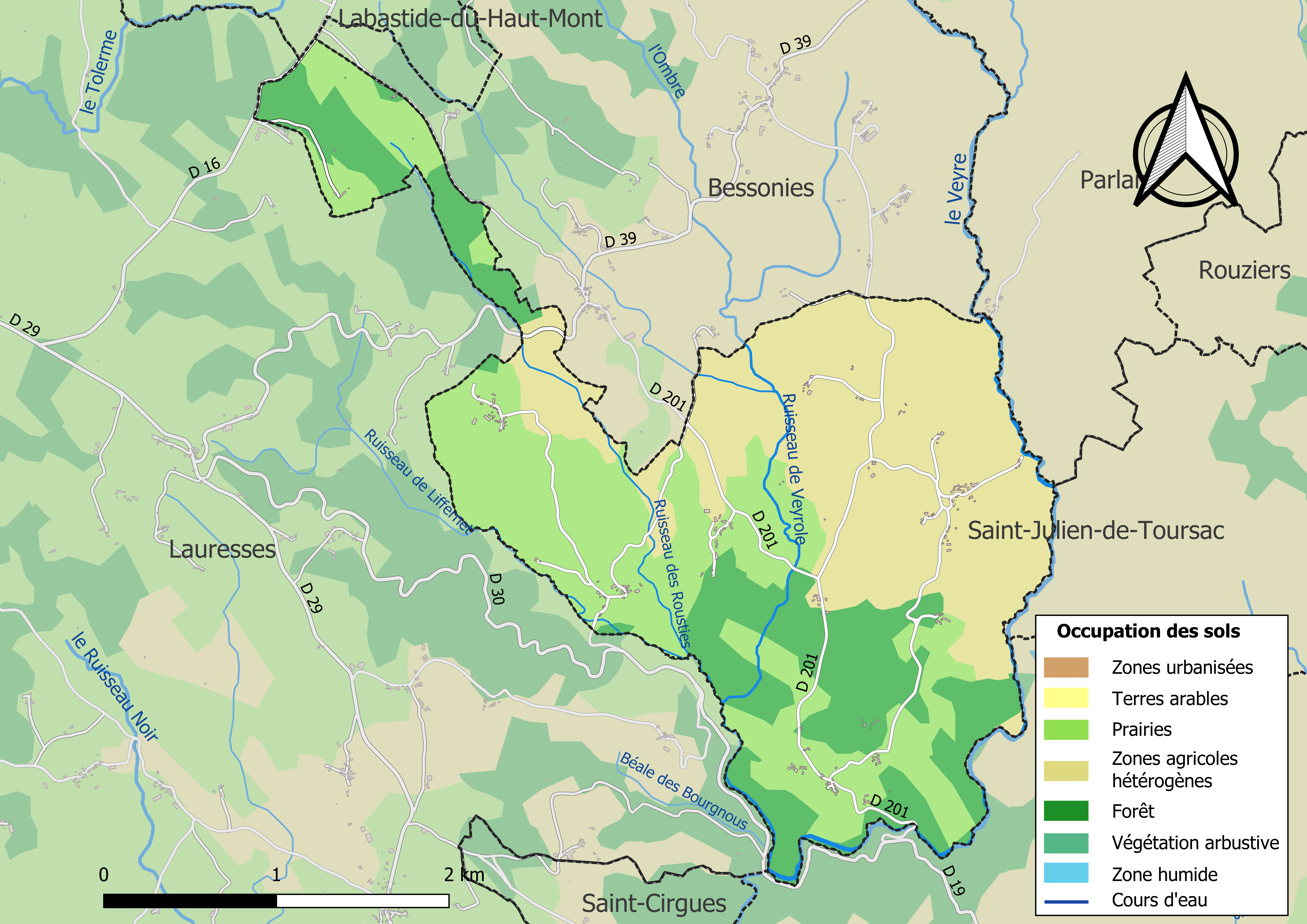
Carte des infrastructures et de l'occupation des sols de la commune en 2018 (CLC).

### Risques majeurs
Le territoire de la commune de Saint-Hilaire est vulnérable à différents aléas naturels : météorologiques (tempête, orage, neige, grand froid, canicule ou sécheresse), inondations, feux de forêts, mouvements de terrains et séisme (sismicité très faible). Il est également exposé à un risque particulier : le risque de radon. Un site publié par le BRGM permet d'évaluer simplement et rapidement les risques d'un bien localisé soit par son adresse soit par le numéro de sa parcelle.

#### Risques naturels
Certaines parties du territoire communal sont susceptibles d’être affectées par le risque d’inondation par débordement de cours d'eau, notamment le Veyre. La cartographie des zones inondables en ex-Midi-Pyrénées réalisée dans le cadre du XIe Contrat de plan État-région, visant à informer les citoyens et les décideurs sur le risque d’inondation, est accessible sur le site de la DREAL Occitanie. La commune a été reconnue en état de catastrophe naturelle au titre des dommages causés par les inondations et coulées de boue survenues en 1982 et 1999,.
Saint-Hilaire est exposée au risque de feu de forêt. Un plan départemental de protection des forêts contre les incendies a été approuvé par arrêté préfectoral le 30 novembre 2015 pour la période 2015-2025. Les propriétaires doivent ainsi couper les broussailles, les arbustes et les branches basses sur une profondeur de 50 mètres, aux abords des constructions, chantiers, travaux et installations de toute nature, situées à moins de 200 mètres de terrains en nature
de bois, forêts, plantations, reboisements, landes ou friches. Le brûlage des déchets issus de l’entretien des parcs et jardins des ménages et des collectivités est interdit. L’écobuage est également interdit, ainsi que les feux de type méchouis et barbecues, à l’exception de ceux prévus dans des installations fixes (non situées sous couvert d'arbres) constituant une dépendance d'habitation.

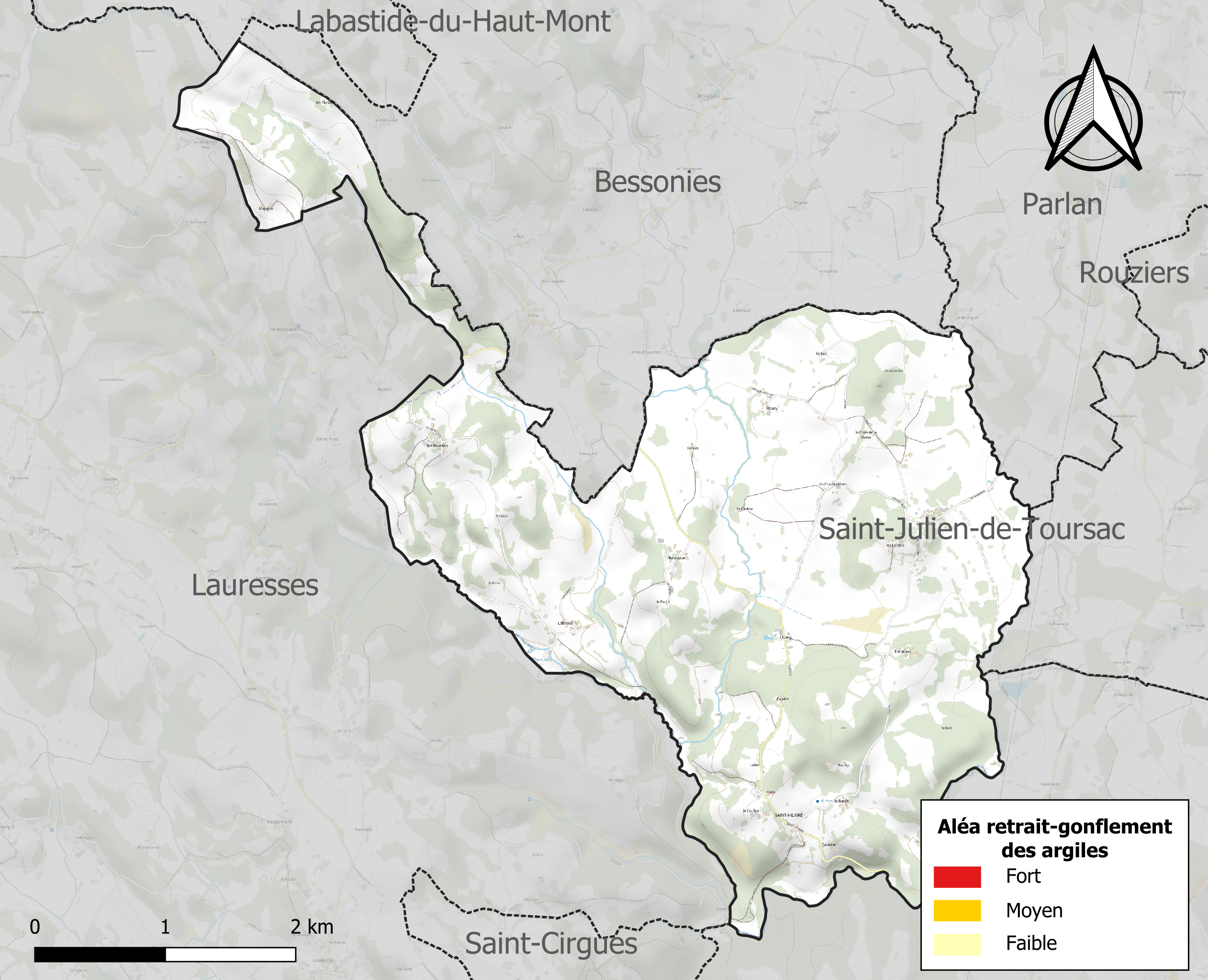
Carte des zones d'aléa retrait-gonflement des sols argileux de Saint-Hilaire.

Les mouvements de terrains susceptibles de se produire sur la commune sont des éboulements, chutes de pierres et de blocs et des glissements de terrain.
Le retrait-gonflement des sols argileux est susceptible d'engendrer des dommages importants aux bâtiments en cas d’alternance de périodes de sécheresse et de pluie. 0 % de la superficie communale est en aléa moyen ou fort (67,7 % au niveau départemental et 48,5 % au niveau national). Sur les 62 bâtiments dénombrés sur la commune en 2019, 0 sont en aléa moyen ou fort, soit 0 %, à comparer aux 72 % au niveau départemental et 54 % au niveau national. Une cartographie de l'exposition du territoire national au retrait gonflement des sols argileux est disponible sur le site du BRGM,.
Par ailleurs, afin de mieux appréhender le risque d’affaissement de terrain, l'inventaire national des cavités souterraines permet de localiser celles situées sur la commune.
Concernant les mouvements de terrains, la commune a été reconnue en état de catastrophe naturelle au titre des dommages causés par des mouvements de terrain en 1999.

#### Risque particulier
Dans plusieurs parties du territoire national, le radon, accumulé dans certains logements ou autres locaux, peut constituer une source significative d’exposition de la population aux rayonnements ionisants. Certaines communes du département sont concernées par le risque radon à un niveau plus ou moins élevé. Selon la classification de 2018, la commune de Saint-Hilaire est classée en zone 3, à savoir zone à potentiel radon significatif.

## Toponymie
Durant la Révolution, la commune porte le nom de Hillaire, puis Saint-Hilaire-des-Bessonies jusqu'en 1947, date de création de la commune de Bessonies.
Saint Hilaire est le nom d'un pape et de plusieurs évêques : Hilaire de Toulouse, de Carcassonne, de Mende et Poitiers.
Ses habitants sont appelés les Hilairois.

## Politique et administration

### Liste des maires
| Période                                  | Période   | Identité                        | Étiquette | Qualité |
| ---------------------------------------- | --------- | ------------------------------- | --------- | ------- |
| 1793                                     | 1794      | Guillaume Sudre                 |           |         |
| 1794                                     | 1796      | Bernard Loudes                  |           |         |
| 1797                                     | 1800      | Jean Puechal                    |           |         |
| 1800                                     | 1806      | Pierre Dubois                   |           |         |
| 1807                                     | 1813      | Antoine Moissinac               |           |         |
| 1814                                     | 1821      | Pierre Lavernhe                 |           |         |
| 1821                                     | 1841      | Jean Joseph René Boissonie (de) |           |         |
| 1842                                     | 1848      | Jean Lacroix                    |           |         |
| 1849                                     | 1852      | Géraud Bournazel                |           |         |
| 1852                                     | 1865      | Gazal                           |           |         |
| 1866                                     | 1873      | Cavagnac                        |           |         |
| 1874                                     | 1876      | Gazal                           |           |         |
| 1876                                     | 1881      | Lacarriere                      |           |         |
| 1882                                     | 1883      | Carrairou                       |           |         |
| 1884                                     | 1885      | Vermande                        |           |         |
| 1886                                     | 1888      | Cavagnac                        |           |         |
| 1888                                     | 1890      | Barrie                          |           |         |
| 1890                                     | 1892      | Pierre Gazal                    |           |         |
| 1892                                     | 1896      | Lacarriere                      |           |         |
| 1896                                     | 1903      | Lafon                           |           |         |
| mars 2001                                | mars 2014 | Jules Cassan                    |           |         |
| mars 2014                                | En cours  | Guy Lafon                       |           |         |
| Les données manquantes sont à compléter. |           |                                 |           |         |

## Démographie
L'évolution du nombre d'habitants est connue à travers les recensements de la population effectués dans la commune depuis 1793. Pour les communes de moins de 10 000 habitants, une enquête de recensement portant sur toute la population est réalisée tous les cinq ans, les populations de référence des années intermédiaires étant quant à elles estimées par interpolation ou extrapolation. Pour la commune, le premier recensement exhaustif entrant dans le cadre du nouveau dispositif a été réalisé en 2008.

En 2022, la commune comptait 62 habitants, en évolution de −8,82 % par rapport à 2016 (Lot : +1,31 %, France hors Mayotte : +2,11 %).
| 1793 | 1800 | 1806 | 1821 | 1831 | 1836 | 1841 | 1846 | 1851 |
| ---- | ---- | ---- | ---- | ---- | ---- | ---- | ---- | ---- |
| 629  | 509  | 569  | 713  | 788  | 740  | 699  | 693  | 716  |

| 1856 | 1861 | 1866 | 1872 | 1876 | 1881 | 1886 | 1891 | 1896 |
| ---- | ---- | ---- | ---- | ---- | ---- | ---- | ---- | ---- |
| 716  | 711  | 696  | 665  | 658  | 670  | 703  | 671  | 624  |

| 1901 | 1906 | 1911 | 1921 | 1926 | 1931 | 1936 | 1946 | 1954 |
| ---- | ---- | ---- | ---- | ---- | ---- | ---- | ---- | ---- |
| 678  | 626  | 612  | 502  | 469  | 452  | 419  | 436  | 200  |

| 1962 | 1968 | 1975 | 1982 | 1990 | 1999 | 2006 | 2008 | 2013 |
| ---- | ---- | ---- | ---- | ---- | ---- | ---- | ---- | ---- |
| 194  | 152  | 124  | 101  | 91   | 87   | 79   | 77   | 74   |

| 2018 | 2022 | - | - | - | - | - | - | - |
| ---- | ---- | - | - | - | - | - | - | - |
| 63   | 62   | - | - | - | - | - | - | - |

## Économie

### Emploi
|                | 2008  | 2013  | 2018  |
| -------------- | ----- | ----- | ----- |
| Commune        | 0 %   | 2,4 % | 5,4 % |
| Département    | 7,3 % | 8,9 % | 9,6 % |
| France entière | 8,3 % | 10 %  | 10 %  |

En 2018, la population âgée de 15 à 64 ans s'élève à 37 personnes, parmi lesquelles on compte 89,2 % d'actifs (83,8 % ayant un emploi et 5,4 % de chômeurs) et 10,8 % d'inactifs,. Depuis 2008, le taux de chômage communal (au sens du recensement) des 15-64 ans est inférieur à celui de la France et du département.
La commune est hors attraction des villes,. Elle compte 13 emplois en 2018, contre 16 en 2013 et 22 en 2008. Le nombre d'actifs ayant un emploi résidant dans la commune est de 31, soit un indicateur de concentration d'emploi de 42 % et un taux d'activité parmi les 15 ans ou plus de 55 %.
Sur ces 31 actifs de 15 ans ou plus ayant un emploi, 12 travaillent dans la commune, soit 39 % des habitants. Pour se rendre au travail, 80,6 % des habitants utilisent un véhicule personnel ou de fonction à quatre roues, 3,2 % s'y rendent en deux-roues, à vélo ou à pied et 16,1 % n'ont pas besoin de transport (travail au domicile).

### Activités hors agriculture
3 établissements sont implantés  à Saint-Hilaire au 31 décembre 2019.
Le secteur du commerce de gros et de détail, des transports, de l'hébergement et de la restauration est prépondérant sur la commune puisqu'il représente 33,3 % du nombre total d'établissements de la commune (1 sur les 3 entreprises implantées  à Saint-Hilaire), contre 29,9 % au niveau départemental.

### Agriculture
La commune est dans le Segala », une petite région agricole occupant la frange est du département du Lot. En 2020, l'orientation technico-économique de l'agriculture  sur la commune est l'élevage bovin, orientation mixte lait et viande.
|               | 1988 | 2000 | 2010 | 2020 |
| ------------- | ---- | ---- | ---- | ---- |
| Exploitations | 19   | 16   | 15   | 13   |
| SAU (ha)      | 465  | 484  | 465  | 390  |

Le nombre d'exploitations agricoles en activité et ayant leur siège dans la commune est passé de 19 lors du recensement agricole de 1988  à 16 en 2000 puis à 15 en 2010 et enfin à 13 en 2020, soit une baisse de 32 % en 32 ans. Le même mouvement est observé à l'échelle du département qui a perdu pendant cette période 60 % de ses exploitations,. La surface agricole utilisée sur la commune a également diminué, passant de 465 ha en 1988 à 390 ha en 2020. Parallèlement la surface agricole utilisée moyenne par exploitation a augmenté, passant de 24 à 30 ha.

## Culture locale et patrimoine

### Lieux et monuments
- Église Saint-Hilaire de Saint-Hilaire.